# Ceta-Bever

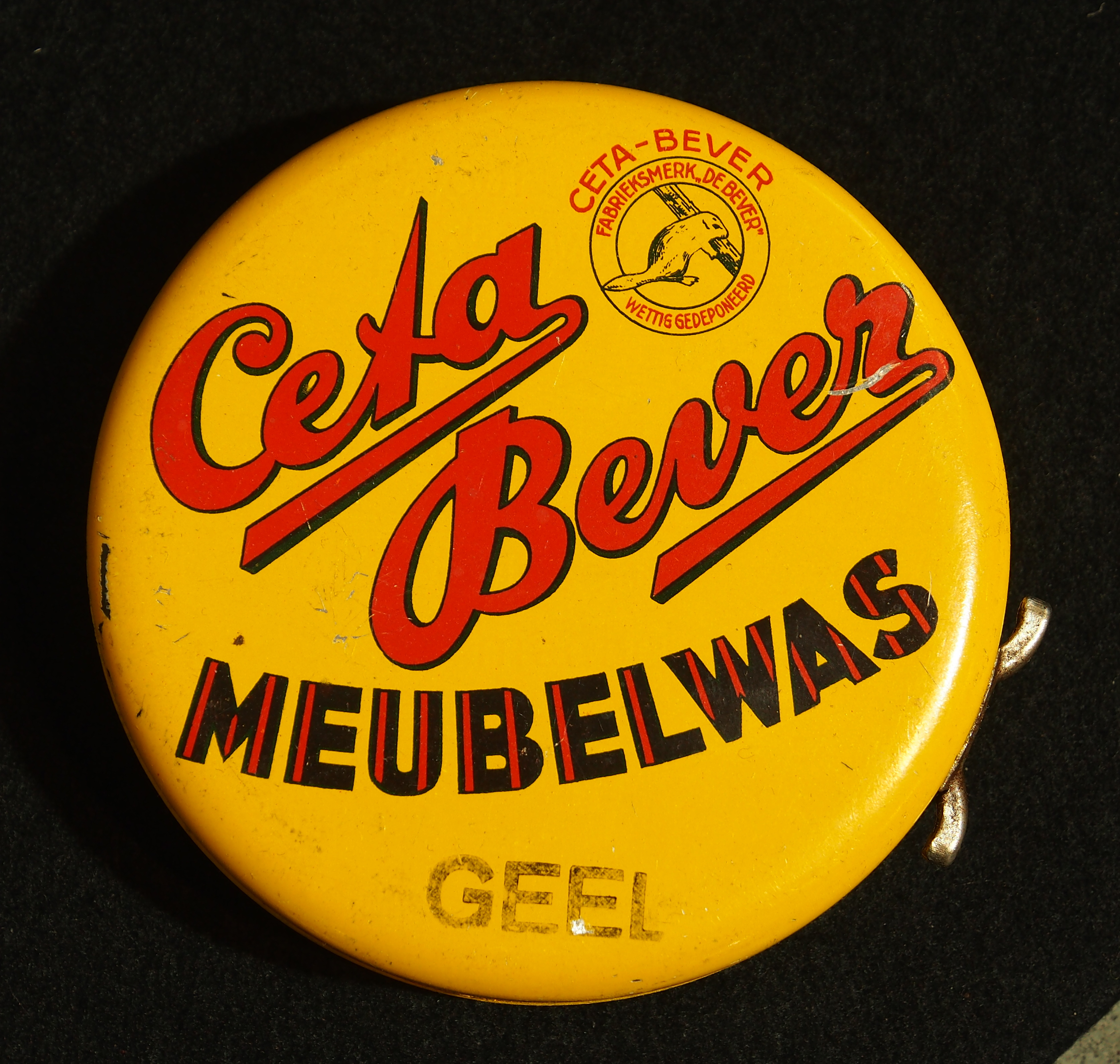
Ceta-Bever meubelwas

Chemische Fabrieken Ceta-Bever was een in Beverwijk gevestigd bedrijf dat doe-het-zelfproducten vervaardigde.
Dit bedrijf ontstond in 1920 door de samenvoeging van twee kleine chemiebedrijfjes, namelijk Chemische Fabriek Ceta, genoemd naar dochtertje Greta van de oprichter, die haar eigen naam aldus uitsprak, en Chemische Fabriek De Bever v/h Neerlandia. De eerste producten waren poetsartikelen zoals meubelwas, schoensmeer en kachelglans. 
Vanaf het einde van de jaren '20 van de 20e eeuw werd ook lijm geproduceerd. Dit begon met Velpa, een industrielijm op caseïnebasis. Dit werd onder meer gebruikt door vliegtuigbouwer Fokker. In 1930 werd de doe-het-zelflijm Velpon, op basis van cellulose, geïntroduceerd. Even later volgde kneedbaar hout onder de naam Gupa, naar Gustaaf Pape, de uitvinder ervan. In 1937 werd Buitenbyts uitgebracht, wat geen echte beits was.
De Tweede Wereldoorlog bracht moeilijkheden, daar C. de Lange, oprichter van De Bever, Joods was en van de bezetter moest worden vervangen door een Verwalter. Gustaaf Pape, een bij het bedrijf werkzame Duitser, kweet zich uitstekend van deze taak door de nazi's doeltreffend aan het lijntje te houden.
Vanaf 1956 zakte de markt voor poetsmiddelen geleidelijk in en concentreerde men zich op de doe-het-zelfproducten, zoals Cetalakverf. In 1963 werd het bedrijf overgenomen door Sikkens, dat met name geïnteresseerd was in de positie van Ceta Bever voor beitsen. De poetsmiddelenfabricage werd gestaakt en later ook de lijmfabricage. Het merk Velpon is begin jaren 80 van de 20e eeuw overgedaan aan het Goese bedrijf Bison International. In Beverwijk ging men verf produceren.
Tegenwoordig is Ceta-Bever een merknaam van AkzoNobel, dat de Sikkens Groep na een reeks van fusies heeft overgenomen. De Beverwijkse fabriek aan de Grote Houtweg is gesloten. In de jaren na de sluiting heeft het terrein braak gelegen, waarna besloten is het terrein te saneren. Er werden koolwaterstoffen gevonden, die gedurende de productiejaren in de bodem gelekt waren.

## Trivia
- De reclameleus Velpon lijmt alles werd vergezeld van afbeeldingen van bizarre vormen van lijmkunst, waarbij aan deze lijm welhaast magische eigenschappen werden toegeschreven. Ook de doe-het-zelvende bever in werkbroek was destijds geen onbekende verschijning, die mogelijk model heeft gestaan voor Ed en Willem Bever uit De Fabeltjeskrant.